# Chikyu o nomu
Chikyu o nomu (地球を呑む) is een seinenmanga van Osamu Tezuka. Hij werd oorspronkelijk uitgegeven in Shogakukans Big Comic tijdschrift van 1 maart 1968 tot en met 25 juli 1969.
In 2006 werd de manga vertaald naar het Frans door uitgeverij Milan. In 2009 volgde een Engelse vertaling van Digital Manga Publishing.

## Verhaal
Op haar doodsbed zweert Zephyrus wraak aan de mensheid. Ze vraagt haar zeven dochters om haar laatste wil uit te voeren en draagt hen op om de menselijke wetten en moralen te ontwrichten en zo hun maatschappij te vernielen. Haar dochters gaan aan de slag met behulp van maskers gemaakt van synthetische huid die ervoor zorgen dat zij allen hetzelfde gezicht dragen. Hun chaos verspreidt zich over de hele wereld. De enige man die immuun is voor hun charmes is Seki Gohonmatsu, een jonge dronkaard.